# 峰ヶ城
峰ヶ城（みねがじょう）は、鹿児島県薩摩川内市高江町にあった日本の城。別名峰山城、高江城。

## 概要
築城年代は不詳。しかし古く鎌倉時代から存在していた可能性があり、南北朝時代には戦乱にまみれている。
島津貞久（文永6年、1269年生）が拠点として構え、渋谷氏一族である入来院氏と争いを繰り広げていた。島津師久（正中2年、1325年生）が薩摩の守護職になり、峰ヶ城には山田式部三郎忠房を入れた。
応安5年（1372年）入来院氏は峰ヶ城を攻めたが、一族・入来院重門が投石に当たって戦死。同族が応援に来、山田式部三郎忠房らが戦死、落城した。しかし、その後も島津氏の属するところとなった。
江戸時代の一国一城令により廃城、跡地には峯山松嶺寺が建立されたものの、明治2年（1869年）、廃仏毀釈令で廃寺。同年、寺の建築材を用いて村立手習所が建築され、明治5年（1872年）には峰山小学校（現在の薩摩川内市立峰山小学校）が設置された。

## 関連事項
- 日本の城一覧